# HD 118344
HD 118344，又名CP-69 1898，SAO 257070、HR 5119，是一颗恒星，视星等为6.1，位于銀經306.91，銀緯-7.94，其B1900.0坐标为赤經13h 31m 10.2s，赤緯-69° -7.94′ 3″。